# Beijing International Challenger 2012
Beijing International Challenger 2012 — третий розыгрыш ежегодного профессионального международного теннисного турнир, проводимый ITF в рамках своего женского тура и ATP в рамках своего тура Challenger в столице Китая — Пекине. Соревнования прошли с 28 июля по 5 августа.
Прошлогодние победители:
- мужской одиночный разряд —  Фаррух Дустов
- женский одиночный разряд —  Се Шувэй
- мужской парный разряд —  Санчай Ративатана /  Сончат Ративатана
- женский парный разряд —  Чжань Хаоцин /  Чжань Юнжань

## Соревнования

### Одиночные турниры

#### Мужчины
Грега Жемля обыграл  У Ди со счётом 6-3, 6-0.
- Грега Жемля выигрывает 3-й турнир в сезоне и 5-й за карьеру в серии.

#### Женщины
Ван Цян обыграла  Чжань Юнжань со счётом 6-2, 6-4.
- Ван Цян выигрывает 2-й титул в сезоне и 3-й за карьеру в туре федерации.
- Чжань Юнжань уступает 1-й финал в сезоне и 5-й за карьеру в туре федерации.

### Парные турниры

#### Мужчины
Санчай Ративатана /  Сончат Ративатана обыграли  Юки Бхамбри /  Дивиджа Шарана со счётом 7-63, 2-6, [10-6].

#### Женщины
Лю Ваньтин /  Сунь Шэннань обыграли  Чжань Цзиньвэй /  Хань Синьюнь со счётом 5-7, 6-0, [10-7].
- Лю Ваньтин выигрывает 3-й титул в сезоне и 24-й за карьеру в туре федерации.
- Сунь Шэннань выигрывает 4-й титул в сезоне и 25-й за карьеру в туре федерации.